# Osten (Adelsgeschlechter)

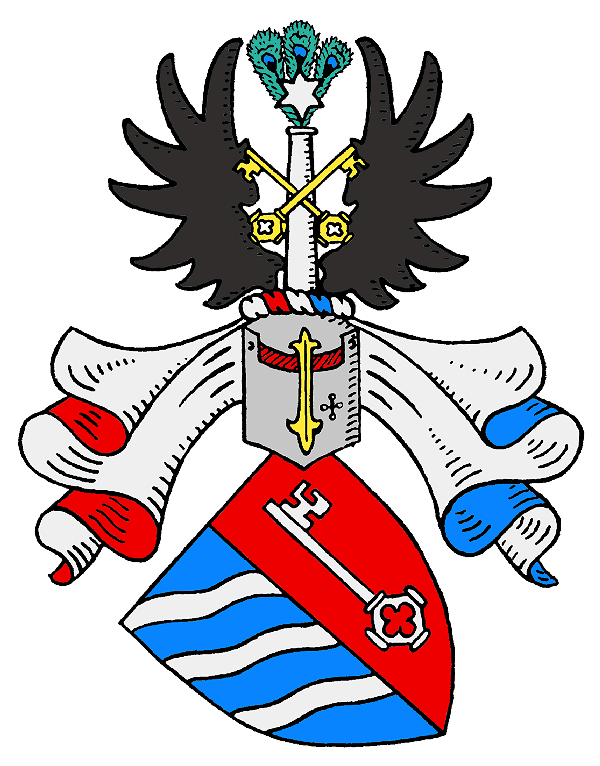
Wappen derer von der Osten

Von der Osten [ˈoːstən] ist der Name eines seit 1248 in Pommern ansässigen, ursprünglich stiftsbremischen Uradelsgeschlechts mit Stammhaus im niedersächsischen Osten an der Oste. Es erwarb zahlreiche Güter in Vor- und Hinterpommern und wurde zu einem der größten Landeigentümer Pommerns. 1854 waren die Osten eine der ersten zehn Familien, die das erbliche Präsentationsrecht zum Preußischen Herrenhaus erhielten.
Von der Osten-Sacken [ˈoːstən] ist der Name eines deutsch-baltischen Uradelsgeschlechts, das seit dem 13. Jahrhundert im Baltikum ansässig war. Arnoldus dictus Lyndale wurde 1386 vom Bischof Otto von Kurland mit Sacken belehnt und trat 1395 als Arnoldus de Sacken auf. Sander von Sacken, genannt von der Oest tritt 1544 zuerst mit dem vereinigten Namen auf, der später zu Osten-Sacken abgewandelt wurde und zur Wappenvereinigung mit den von der Osten führte, obwohl keine Stammesgemeinschaft beider Geschlechter nachgewiesen ist. Die Osten-Sacken stellten zahlreiche Offiziere und Diplomaten des russischen Zarenreichs. 1762 erlangte ein Zweig den Reichsgrafen- und 1786 den preußischen Fürstenstand, 1821 ein anderer Zweig den russischen Grafen- und 1832 Fürstenstand.

## Geschichte

### Von der Osten

#### Ursprünge

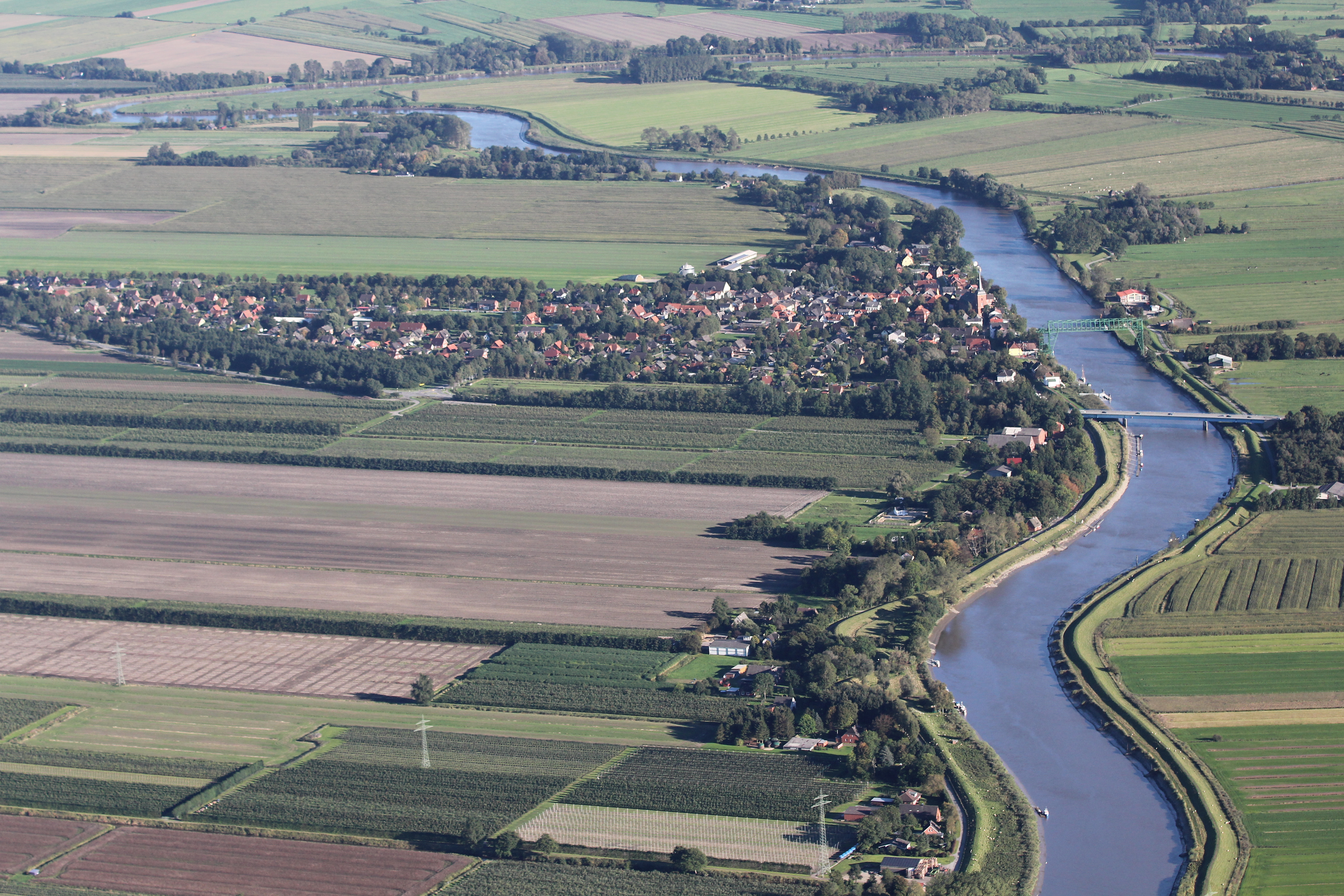
Osten an der Oste

Das eigentliche Herkunftsgebiet des Geschlechts von der Osten soll die Umgebung von Paderborn in Westfalen sein. Die Familie erscheint jedoch urkundlich erstmals 1219 mit Egehard de Oste und den mutmaßlichen Brüderpaaren Bertold de Oste, Theodericus de Oste, Walther de Oste und Hizel de Oste als Ministerialen des Erzbischofs Gebhard II. von Bremen oder genauer der Grafschaft Stade, die wiederum vom Erzbischof zu Lehen ging und 1236 an ihn heimfiel. Der Familienname leitet sich vom nahe Cuxhaven gelegenen Kirchdorf Osten am linken Ufer der Oste her, eines schiffbaren Nebenflusses der Unterelbe in Niedersachsen, wo die Osten im 13. und 14. Jahrhundert vom Hochstift Bremen das Rittergut zu Lehen hatten. Mit Hermann III., Burgmann von Horneburg, werden sie 1426 letztmals urkundlich in ihrer Stammheimat erwähnt.
Von Niedersachsen breitete sich das Adelsgeschlecht nach Holstein, Mecklenburg, Pommern und in das Fürstentum Rügen aus. Zwischen 1285 und 1456 stellten die Ostens sieben Mal den Landvogt von Rügen, das höchste Amt des Fürstentums. Die Brüder Ulrich und Friedrich („Olricus advocatus Dyminensis et dominus Fredericus frater ipsius“) erscheinen im November 1248 urkundlich auf Demmin.

#### Vögte zu Demmin

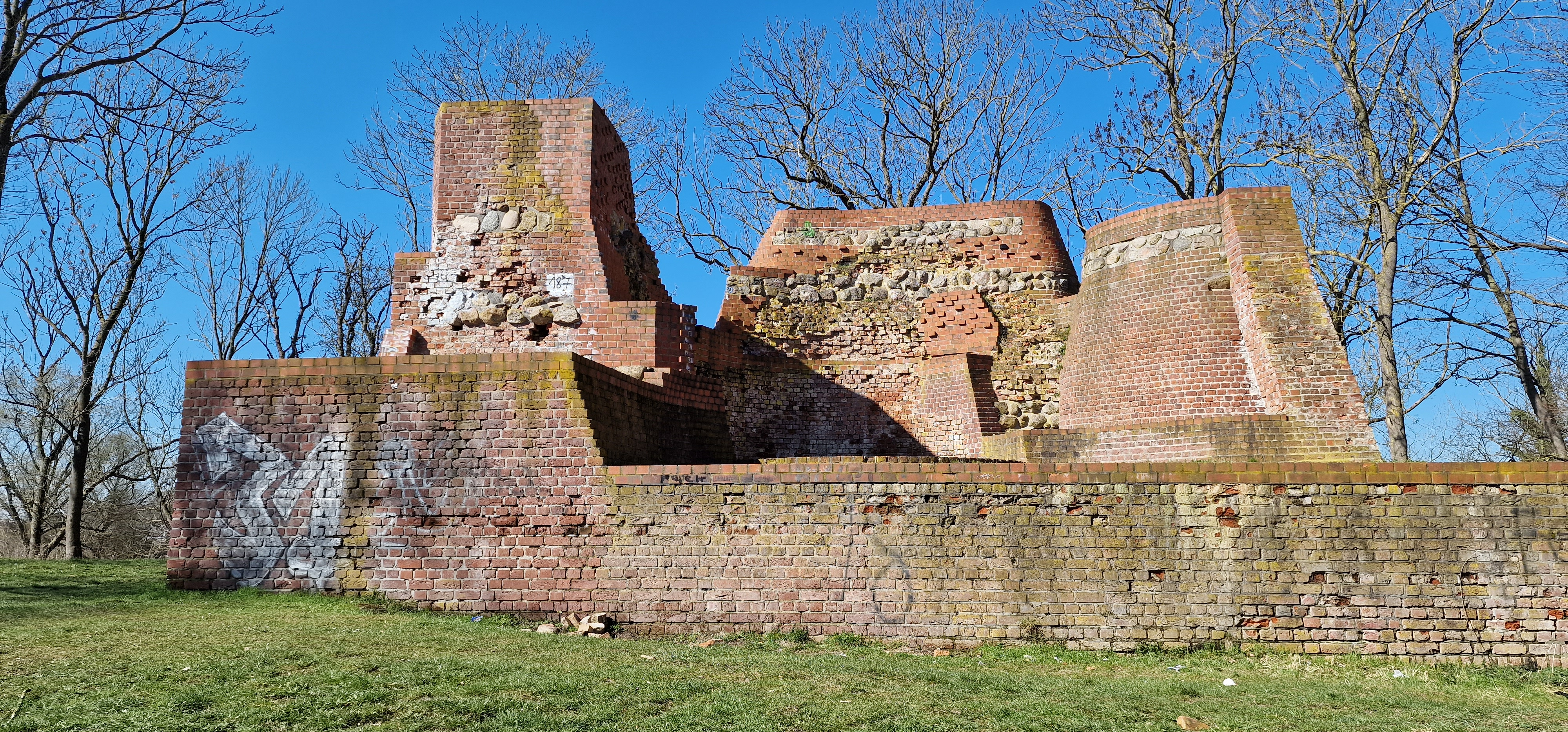
Ruine des Burgturms von Haus Demmin

Ritter Ulricus de Osten wurde von 1243 bis 1255 urkundlich erwähnt als fürstlich pommerscher Vogt zu Demmin. Als solcher übertrug er dem Kloster Dargun vier Hufen in Wittenwerder. Auch seine Söhne Arnold, Hermann und Otto werden im Zeitraum von 1271 bis 1322 als Ritter und Burgmannen auf der landesfürstlichen Burg Haus Demmin genannt. Bereits 1264 war die herzogliche Linie zu Pommern-Demmin erloschen und die Herrschaft an die Herzöge von Pommern-Stettin gefallen, weshalb die Vögte auf der Burg nunmehr allein amtierten. Hennecke, der Sohn von Arnold, wurde als herzoglich-pommerscher Burgmann auf Burg Lindenberg bei Upost von 1319 bis 1363 bezeichnet. Arnold jun., der Sohn von Otto war ebenfalls Ritter und Burgmann zu Demmin von 1303 bis 1315. Wedige, der Sohn von Hermann, wurde als Vogt zu Demmin, gesessen auf der Burg Osten bei Demmin genannt. Er war damit der erste von Osten auf dieser Burg, der er wahrscheinlich seinen Namen gab. Die Burg Osten wurde wahrscheinlich Anfang des 13. Jahrhunderts erbaut. Sie ging Anfang des 14. Jahrhunderts an die Winterfeld und 1330 an die Maltzahn über, die Osten waren jedoch noch bis nach 1363 in der Umgebung begütert. Nach dem Dreißigjährigen Krieg wurde die Burg abgerissen.

#### Grundherren in Pommern und Mecklenburg
1303 wurden Hynricus und Bernardus de Osten aber als Vasallen des Fürsten von Werle genannt (lt. Schwarz). Damit scheinen sie von Pommern nach Mecklenburg in Werlesche Dienste übergetreten zu sein.
Fredericus de Osten miles dictus de woldenborch sitzt später in Pyritz auf Woldenburg, Kreis Regenwalde (heute Dąbie). Mit beiden Brüdern und deren Nachfahren gehörten die Osten zu den burg- oder schlossgesessenen Geschlechtern im Herzogtum Pommern. Weiter verbreitete sich die Familie in die Neumark, nach Polen und Dänemark, später auch nach Preußen und Bayern.

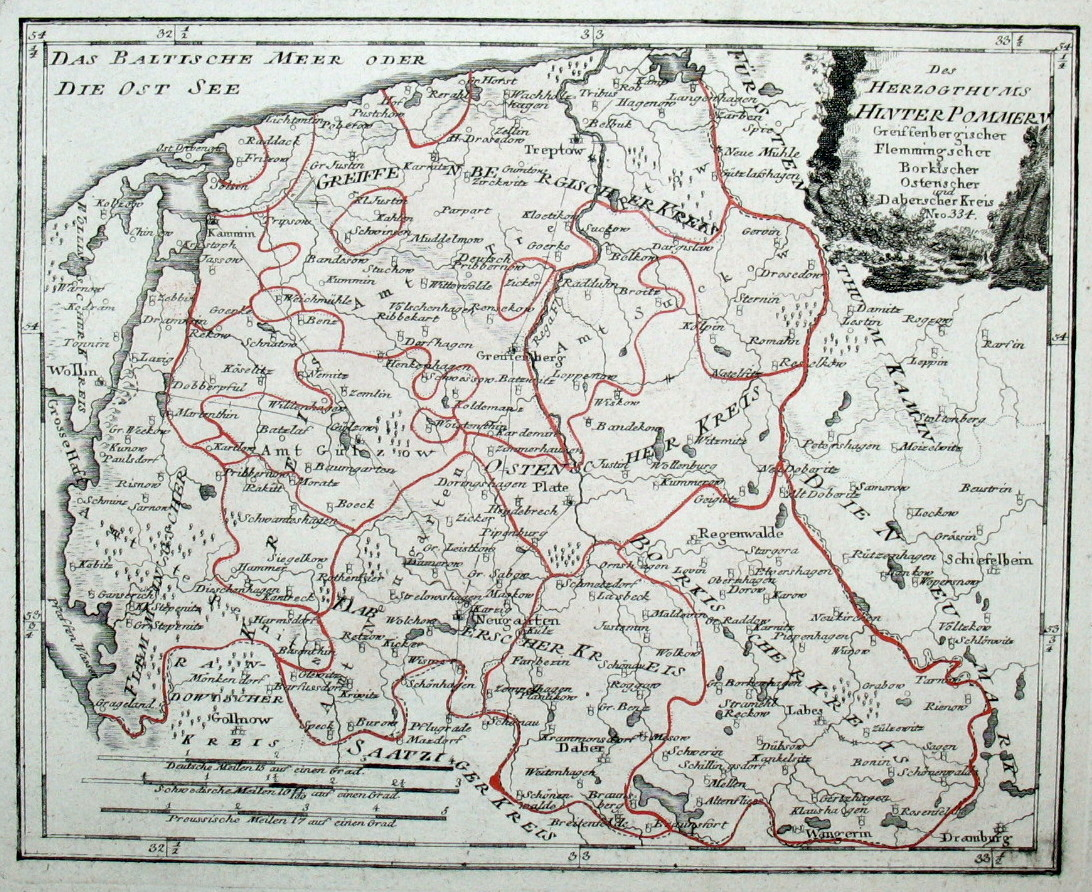
Karte des Herzogtums Hinterpommern mit dem Ostenschen Kreis (in der östlichen Mitte)

1367 kauften die Osten von den Wedell die Herrschaft Plathe in Hinterpommern. 1577 war Wedige von der Osten gezwungen, die alte Familienburg und einen Teil der Stadt an Hermann von Blücher zu verkaufen. Osten baute sich ein paar hundert Meter entfernt ein neues Schloss, das der Familie bis zur Vertreibung 1945 gehörte. Das heutige „Neue Schloss“ ist jedoch – bis auf einen Seitenflügel – erst ein Bau des frühen 20. Jahrhunderts. Um Plathe bestand vom 17. Jahrhundert bis 1817 der Osten- und Blüchersche Kreis, so bezeichnet wegen der beiden Geschlechter mit dem größten Grundbesitz. Die geteilte Herrschaft über Plathe endete, als Matthias Conrad von der Osten (1691–1748), Geheimer Finanzrat und Chefpräsident der kurmärkischen Kriegs- und Domänenkammer zu Berlin, 1731 die letzte Erbin der Plathener Linie der Blücher heiratete und damit die beiden Besitztümer wieder vereinigte. Der Kreis hieß nun „Ostenscher Kreis“ und verfügte über 37 750 ha. Friedrich Wilhelm von der Osten (1721–1786) begründete die Bibliothek Schloss Plathe. Karl von der Osten auf Plathe wurde 1888 in den preußischen Grafenstand erhoben. Seine einzige Tochter Elisabeth Gräfin von der Osten (1849–1874) heiratete 1873 Philipp von Bismarck. Deren Sohn Karl Bernhard (1874–1952) erhielt den Titel Graf von Bismarck-Osten und erbte Plathe, das er bis zur Enteignung 1945 besaß. Zum Fideikommiss Plathe gehörten die Nebengüter und Vorwerke Karolinenhof, Marienau, Altenhagen, Bandekow, Heydebreck und Piepenburg, Kreis Regenwalde (heute alle Teile der Gemeinde Plathe), und seit 1918 Woblanse, Kreis Rummelsburg.

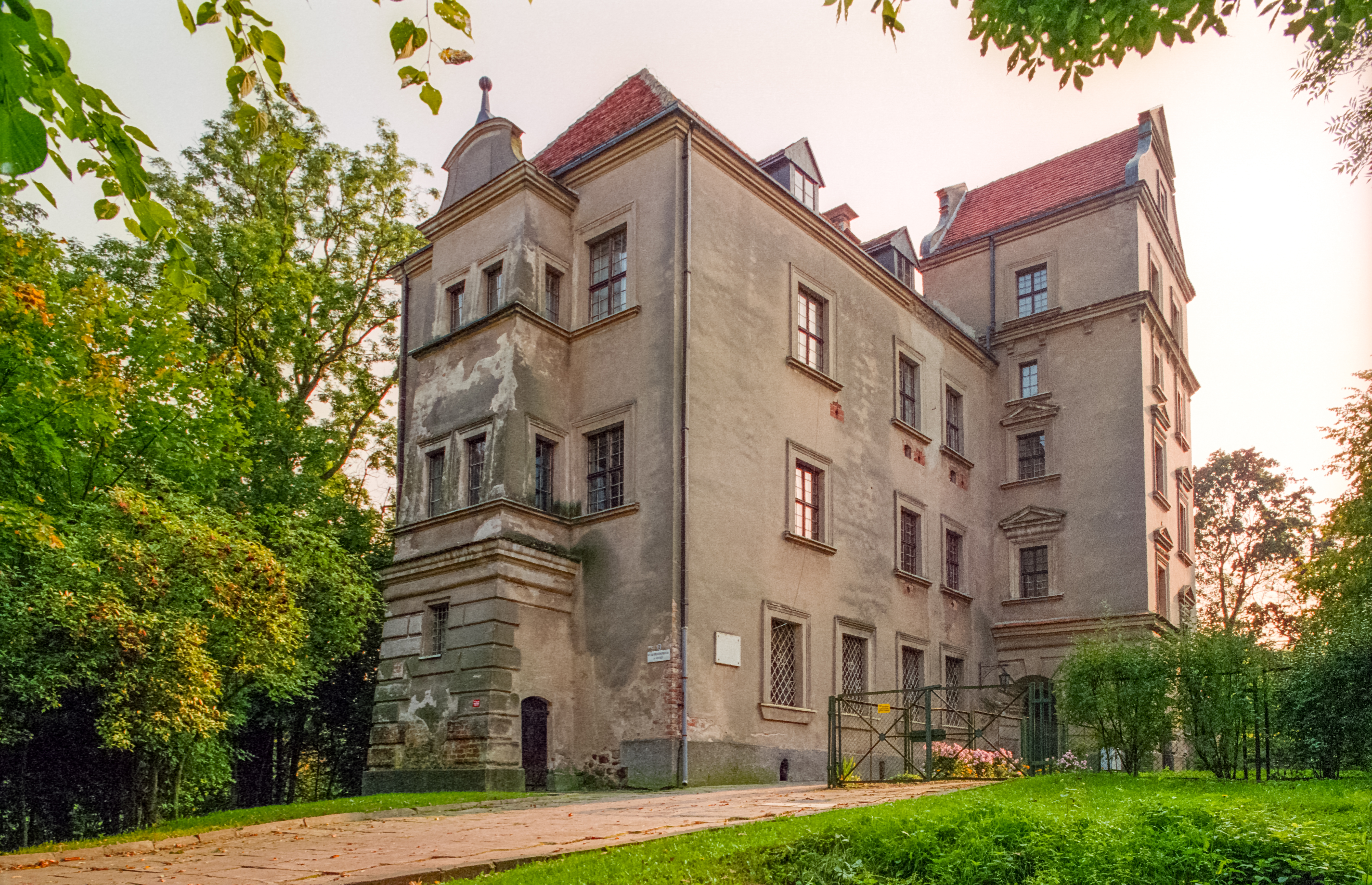
Altes Schloss Plathe („Blücherschloß“)
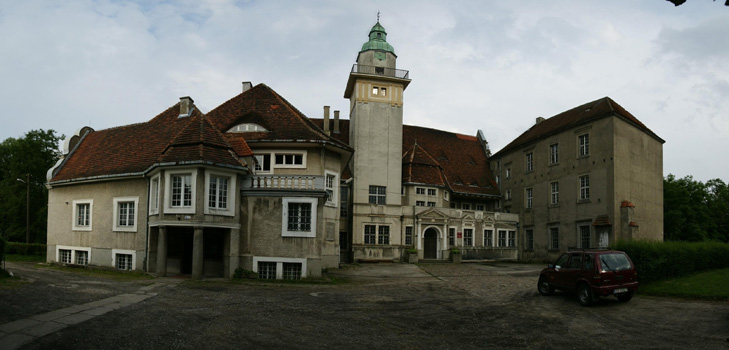
Neues Schloss Plathe („Ostenschloß“)
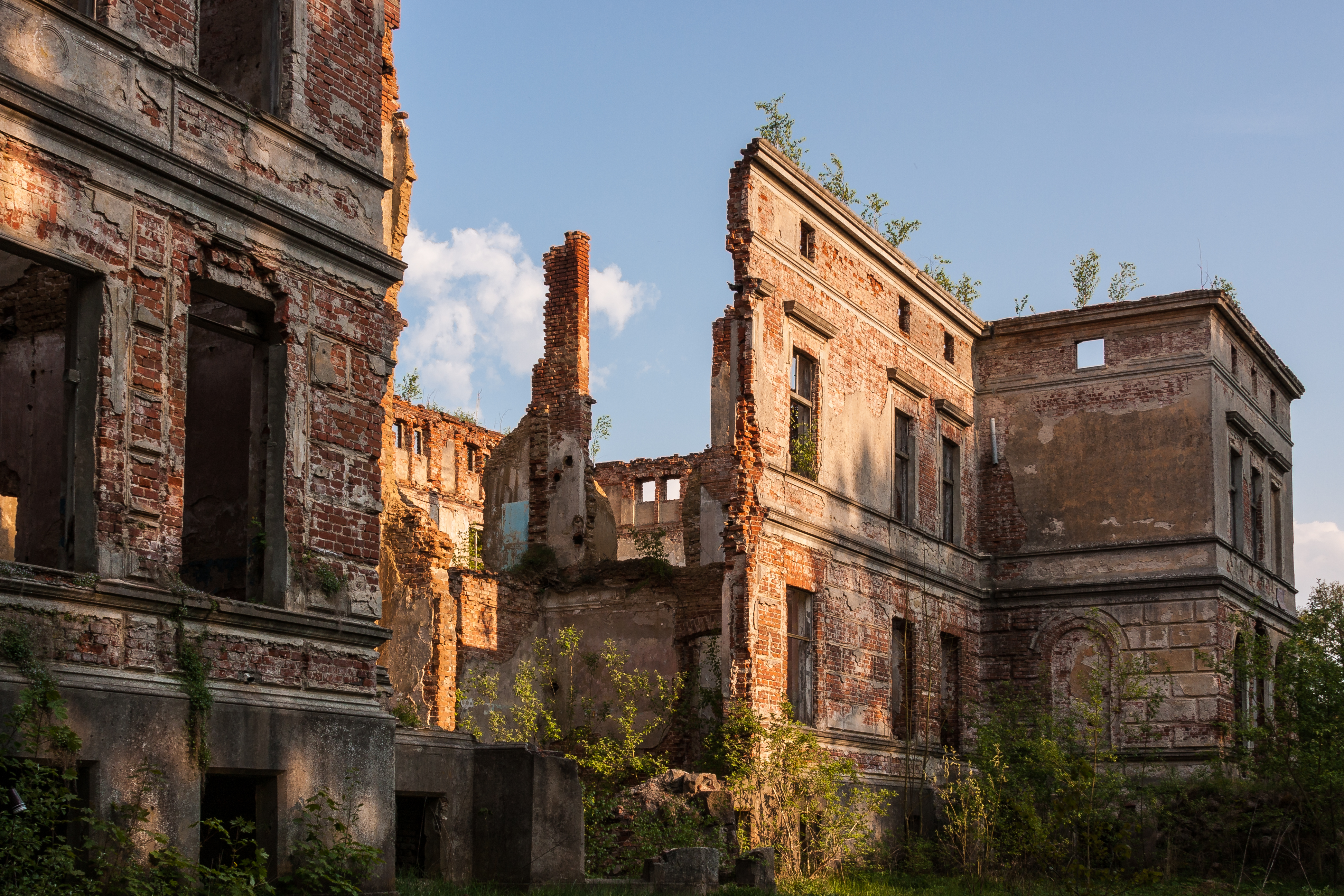
Schloss Witzmitz

Witzmitz in Hinterpommern, ehemals Kreis Greifenberg, war seit 1777 bis 1945 im Besitz zweier Familienzweige. Größere Besitzungen derer von der Osten lagen unter anderem auch auf Rügen, u. a. Gut Kapelle bei Gingst und Gut Lipsitz bei Bergen auf Rügen (1603 bis 1730). 1615 kaufte Henning von der Osten Penkun mit dem Schloss Penkun in Vorpommern; nach einem Verkauf 1756 wurde es 1817 durch August Wilhelm von der Osten wieder zurück erworben und blieb bis zur Enteignung während der Bodenreform 1945 im Besitz der Familie. 
In Mecklenburg-Schwerin wiederum waren im späten Mittelalter über einige Generationen Karstorf und Hohen Demzin im Eigentum, insbesondere bei den Angehörigen des brandenburgischen Generalquartiersmeister Heinrich-Adam von der Osten.
Gut Blumberg erwarb Heinrich Karl von der Osten 1763 von seinem Schwiegervater und Onkel aus der Familie von Sydow. Sein Sohn Karl von der Osten erbaute 1792 das Herrenhaus. 1898 gelangte das 2.500 ha große Gut an Friedrich Wilhelm von der Osten auf Penkun. Henning von der Osten wurde 1945 durch die Bodenreform enteignet. 1996 gelang es seinen drei Söhnen, das Gutshaus mit Hof und Park sowie 1997 den größeren Teil des Blumberger Waldes vom Staat zurückzuerwerben und in die eigene Bewirtschaftung zu übernehmen.
Andere Zweige wurden durch Heirat in Westdeutschland besitzlich, so 1974 auf Schloss Bassenheim (wodurch der Zweig der Freiherrn von Waldthausen-Osten Mitglied der Rheinischen Ritterschaft wurde) und 1978 auf dem Edelhof Ricklingen in Hannover.

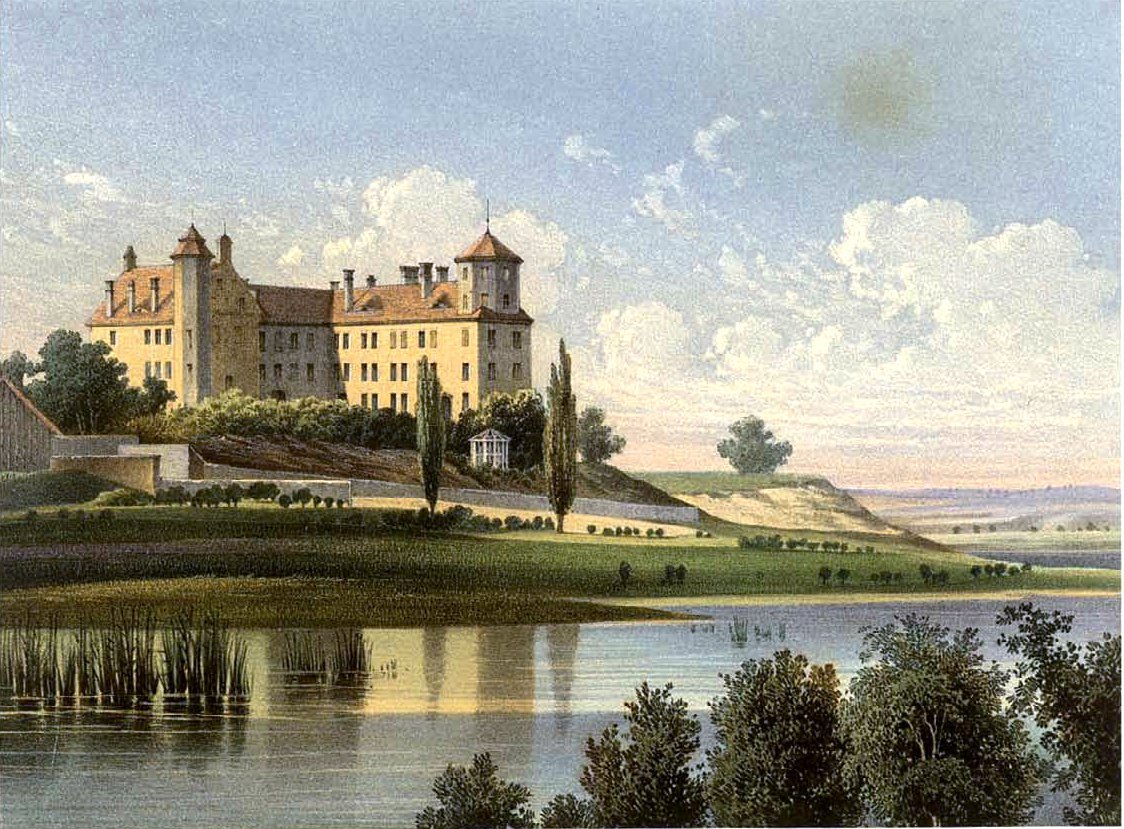
Schloss Penkun
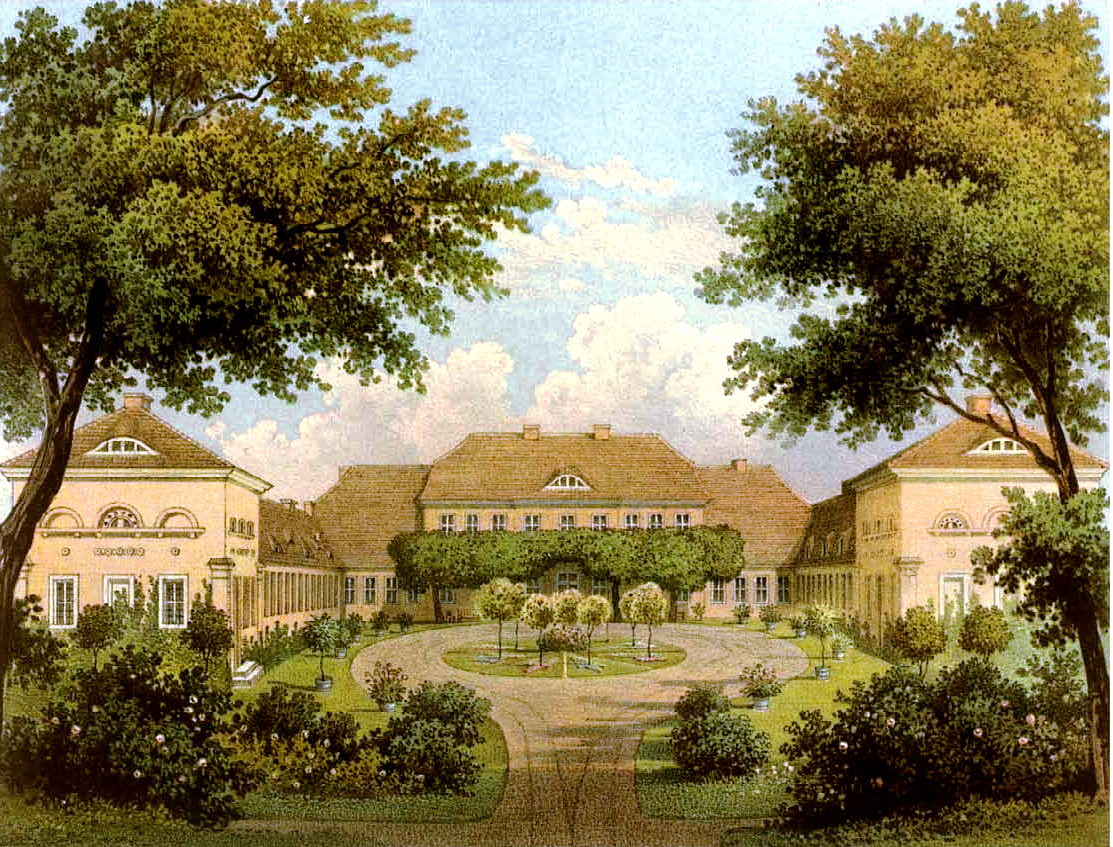
Gut Blumberg

Im Einschreibebuch des Klosters Dobbertin befinden sich sechs Eintragungen von Töchtern der Familien von der Osten aus Karstorf und Plathe von 1713 bis 1866 zur Aufnahme in das adelige Damenstift.

### Von der Osten-Sacken
Die Familie von der Osten gen. Sacken verbreitete sich seit dem 13. Jahrhundert im Baltikum. Sie gehört zum baltischen Uradel und geht zurück auf Arnoldus dictus Lyndale, der im Jahr 1386 vom Bischof Otto von Kurland mit Haus und Gebiet Sacken (dem späteren Kirchspiel Sacken) belehnt wird. Im Jahr 1395 wird er als Arnoldus de Sacken urkundlich mit Erkuln und Goldingen belehnt. Die Sacken waren begüterte Großgrundbesitzer vor allem in der Livländischen und Kurländischen Ritterschaft.
Sander von Sacken, genannt von der Oest tritt 1544 zuerst mit dem vereinigten Namen auf, was später zu der Namens- und Wappenvereinigung der beiden Geschlechter als von der Osten gen. Sacken führte, ohne dass eine Stammesgemeinschaft nachgewiesen werden kann. Da die Osten-Sacken in Russland einen bekannten Namen hatten, bediente sich etwa der aus Pommern stammende Ludwig von der Osten als Offizier in russischen Diensten ihres Namens.

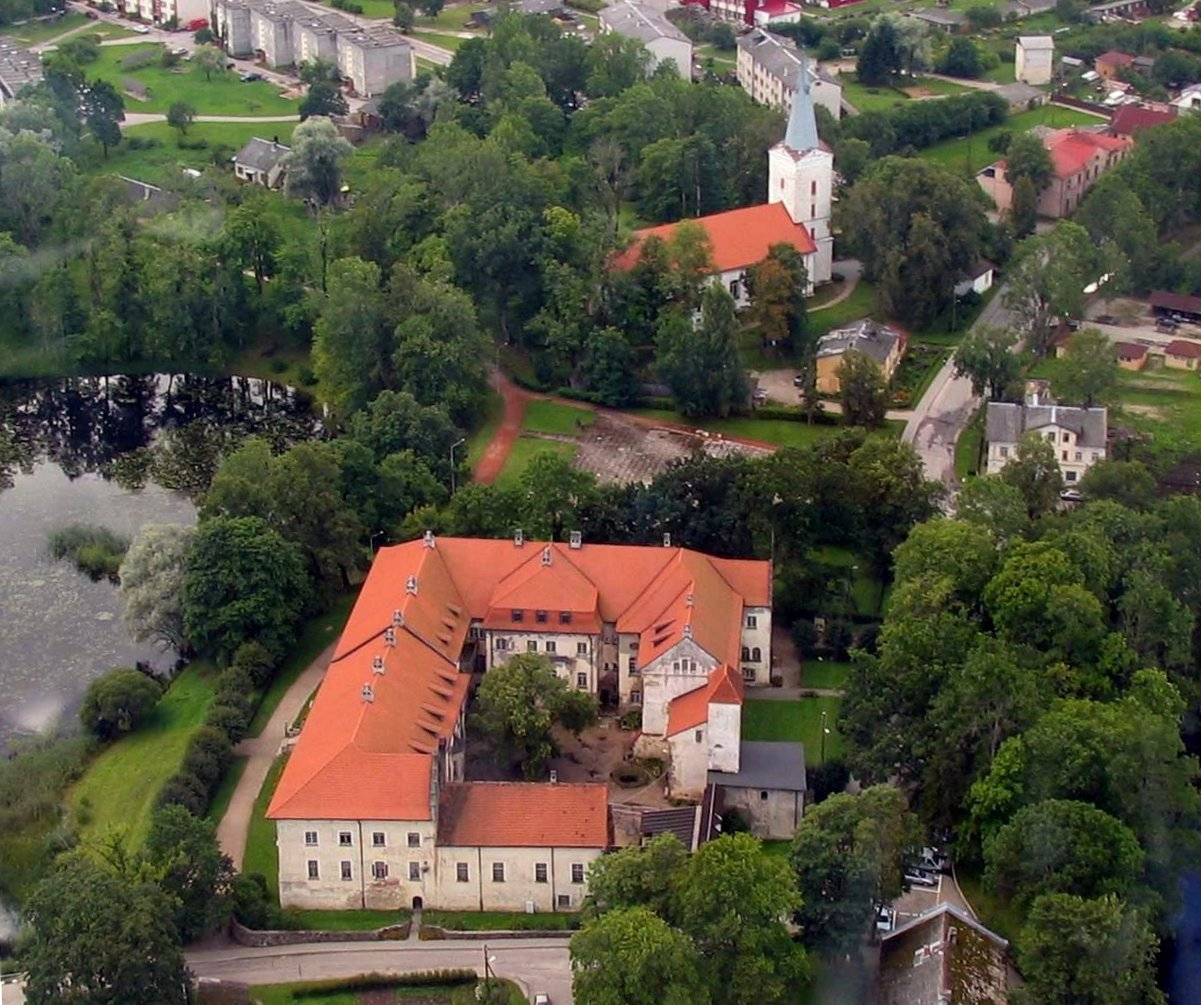
Schloss Dondangen (Dundaga)

Zu den Besitzungen der Osten-Sacken zählten Appricken (Apriķi) und Paddern im Kreis Hasenpoth; Dondangen, Groß- und Klein-Bathen, Lehnen, Pilten, Sareicken und Sackenmünde im Herzogtum Kurland und Semgallen; Schnepeln, Suhr, Seemuppen, Pewicken, Pelzen (alle in Kurland).
Dondangen war zunächst im Besitz des Diedrich von Maydell, der mit Anna Sibylla von der Osten-Sacken verheiratet war. Da die Ehe kinderlos blieb, vererbte die Witwe das Gut an ihren Neffen Fürst Carl Fürst von der Osten gen. Sacken.
1917 trat Livland seinen estländischen Teil an Estland ab, bekam dafür aber im Süden Kurland angegliedert. Im Gefolge des Friedensvertrages von Brest-Litowsk entstanden 1918 die unabhängigen Republiken Estland, Lettland und Litauen. Der Lettische Unabhängigkeitskrieg gegen Sowjetrussland wurde von Esten und Deutsch-Balten (Baltische Landeswehr, Eiserne Division) unterstützt, einem gescheiterten Putschversuch der deutsch-baltischen Minderheit folgte dann eine lettische Regierung, welche durch die Lettische Landreform 1919/1920 die deutsch-baltischen Großgrundbesitzer enteignete, weshalb viele Deutsch-Balten, darunter zahlreiche Angehörige der Familie Osten-Sacken, ins Reich emigrierten. Paul Freiherr von der Osten-Sacken kehrte 1924 nach Kurland zurück. 70 Familienmitglieder traten im Dritten Reich der Nationalsozialistischen Deutschen Arbeiterpartei (NSDAP) bei, davon 20 vor der Machtergreifung.

## Standeserhebungen
Es sind mehrere Hebungen erfolgt, so in den Freiherren-, Reichgrafen-, den preußischen, polnischen und russischen Grafen- und den Fürstenstand. Die folgenden Probanden stellen lediglich ausgewählte Einzelbeispiele dar:
- Adolph Siegfried von der Osten erhielt am 29. Oktober 1768 ein polnisches Grafendiplom
- Carl von der Osten-Sacken wurde 1762 von Kaiser Franz I. in den Grafenstand, 1786 von König Friedrich Wilhelm II. in den Fürstenstand erhoben
- Fabian Gottlieb von der Osten-Sacken wurde 1821 in den russischen Grafen- und 1832 in den Fürstenstand erhoben,
- Karl Ludwig August Franz von der Osten wurde 1888 in den preußischen Grafenstand erhoben, geknüpft an den Besitz Plathe[15]

## Präsentationsrecht zum Preußischen Herrenhaus
König Friedrich Wilhelm IV. verlieh dem Geschlecht 1855 das Präsentationsrecht zum Preußischen Herrenhaus. Die Familie gehörte damit zu den zehn Familien, die in der Anfangsphase des Herrenhauses 1854/1855 dieses Recht erhielten.
Auf Präsentation des Verbandes des Pommerschen Schlossgesessenen Geschlechts von der Osten saßen im Herrenhaus:
- 1856–1878: Julius von der Osten (* 1808; † 1878), Rittergutsbesitzer[16]
- 1878–1898: Alexander von der Osten (* 1839; † 1898), Rittergutsbesitzer und Generallandschaftsdirektor[16]
- 1899–1916: Leopold Graf von der Osten (* 1841; † 1916), Fideikommissbesitzer[17]

## Wappen
Das Stammwappen der Osten ist gespalten. Es zeigt rechts in Blau drei schrägrechte silberne Wellenbalken und links in Rot einen aufrecht gestellten silbernen Schlüssel, dessen Bart nach links gekehrt ist. Die Wellenbalken sollen den Fluss Oste symbolisieren (nach anderer Ansicht die drei Elbe-Nebenflüsse Oste, Lühe und Schwinge), der aufrechte Schlüssel das Erzstift Bremen. Auf dem Helm im schwarzen offenen Adlerflug zwei gekreuzte goldene Schlüssel vor einer mit drei Pfauenfedern gezierten und mit einem silbernen Stern besteckten silbernen Säule. Die Helmdecken sind rechts silbern-rot und links silbern-blau.

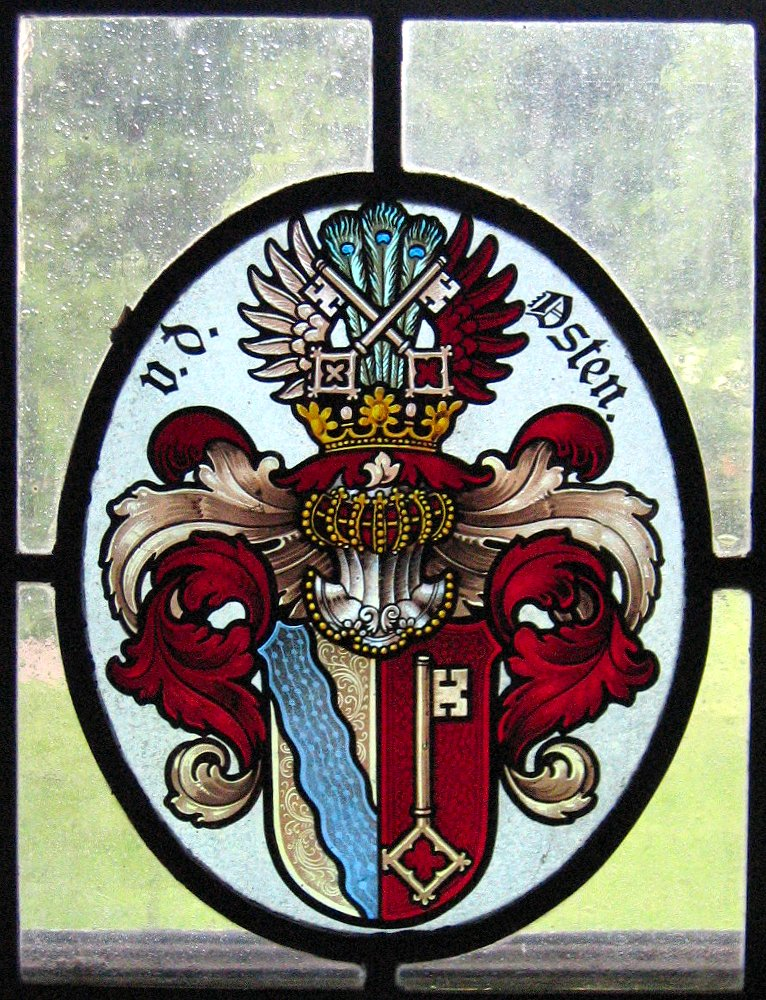
Wappenabbildung im Schloss Hollwinkel
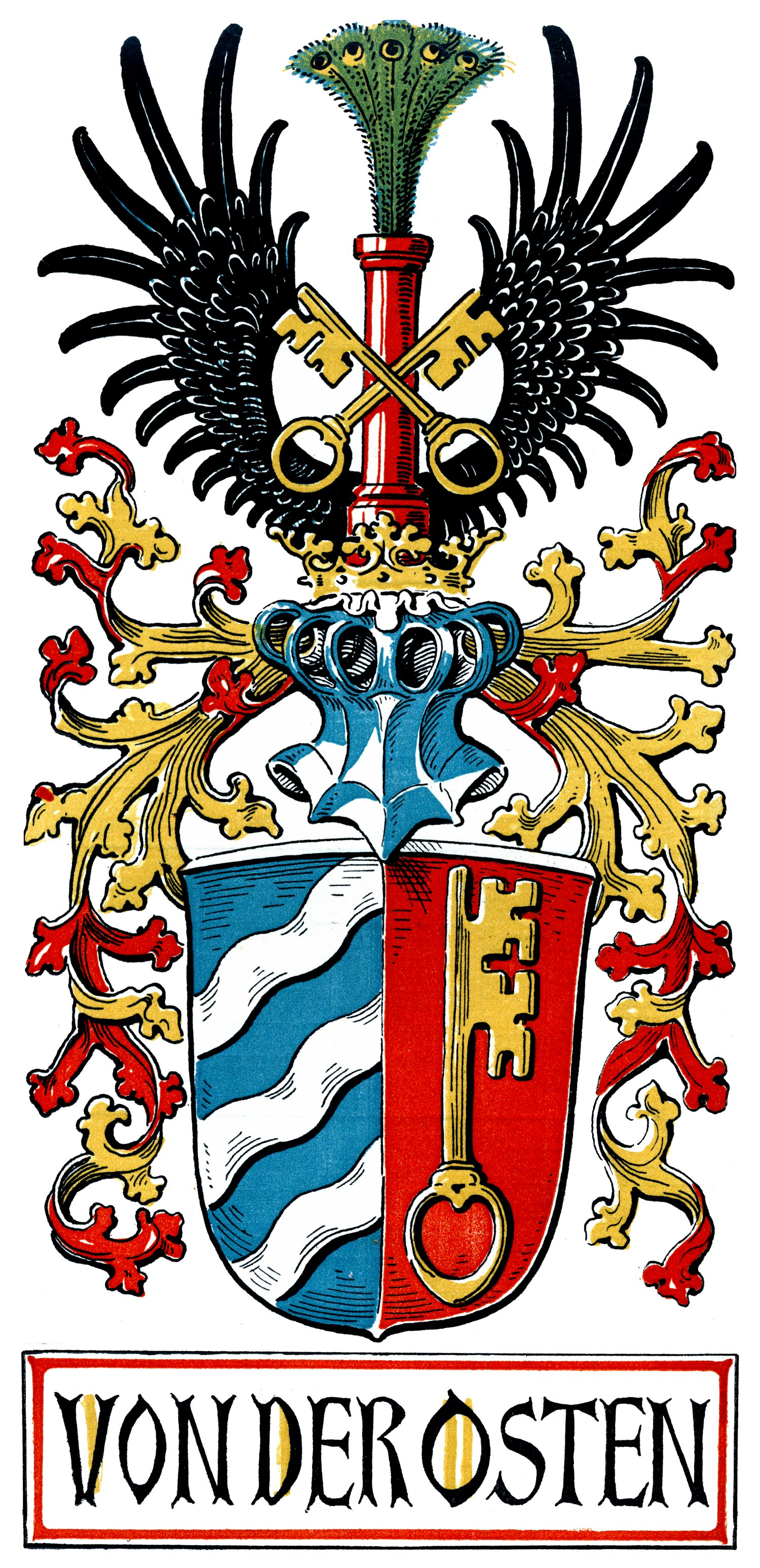
Wappen derer von der Osten, Grafik von Otto Hupp

Das Stammwappen derer von Sacken, später von der Osten-Sacken, zeigt drei sechzackige goldene Sterne (2:1) auf blauem Grund; später geviert mit dem Wappen derer von der Osten. Für die preußische Fürstung: Das gevierte Wappen mit Fürstenhut als Herzschild auf geviertem Wappen mit preußischem schwarzen Adler auf silbernem Grund (1), goldenem Löwen auf rotem Grund (2 und 3) und schwarzem Adler auf goldenem Grund (4). Für die russische Fürstung: die Stammwappen Osten und Sacken geviert, im Herzschild auf Gold ein schwarzer Doppelkopfadler.

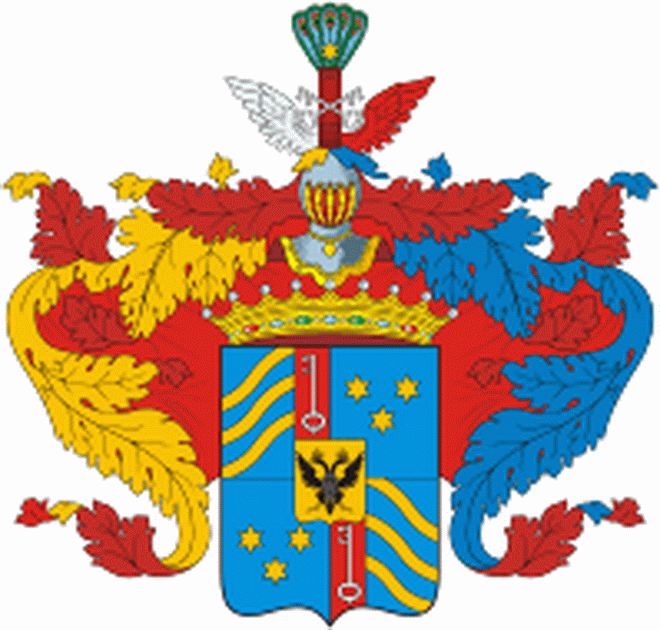
Wappen derer von der Osten-Sacken
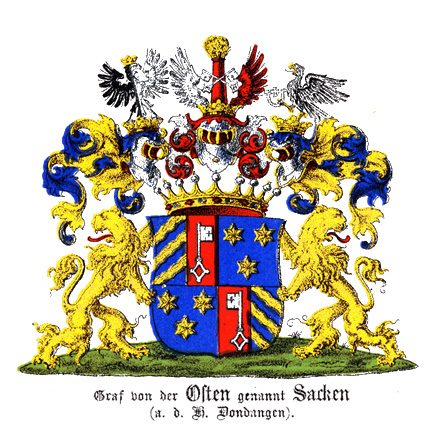
Gräfliches Wappen Osten-Sacken
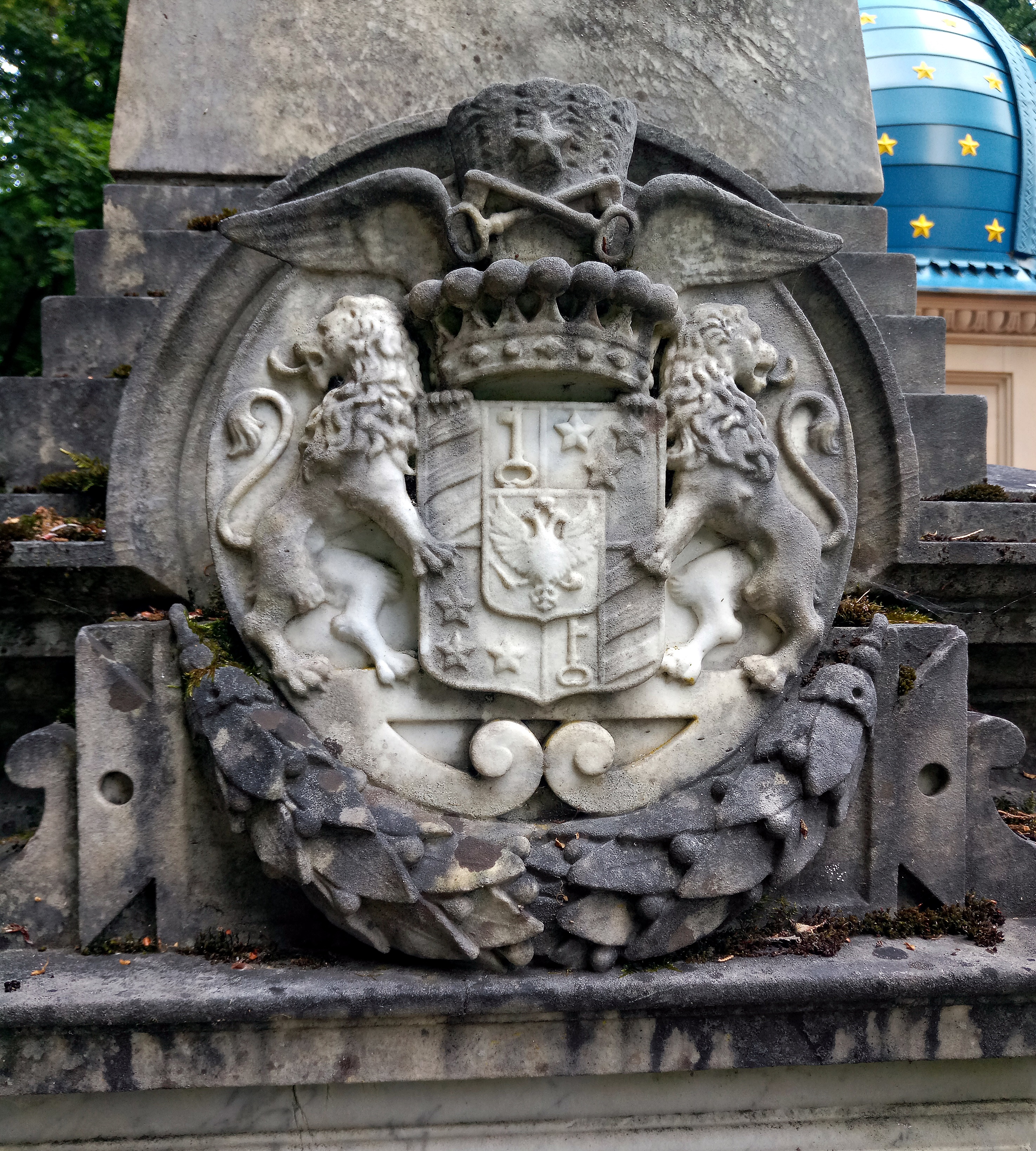
Wappen von der Osten-Sacken, Russischer Friedhof Wiesbaden
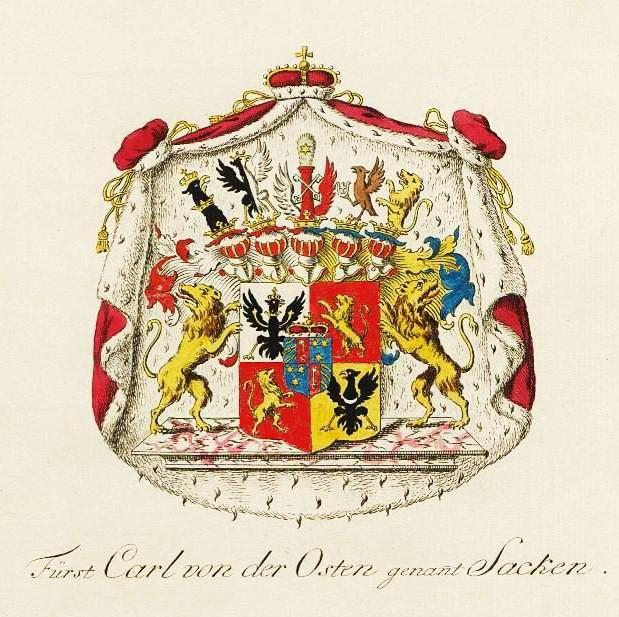
Fürstliches Wappen von der Osten genannt Sacken (1786)

## Bekannte Familienmitglieder

### Von der Osten
- Adolph Sigfried von der Osten (1726–1796), dänischer Minister[19]
- Aegidius Christoph von der Osten (1661–1741), Landrat des Kreises Neustettin
- Albert von der Osten (1811–1887), preußischer Generalmajor
- Alexander von der Osten (1839–1898), Rittergutsbesitzer, Mitglied des Deutschen Reichstags
- Alexander Friedrich von der Osten (1668–1736), preußischer Minister und Kammerpräsident
- August von der Osten (voller Vorname: Georg August), preußischer Landrat (Regenwalde)
- August von der Osten (1855–1895), preußischer Landrat (Regenwalde)
- Betekin von der Osten-Driesen, Inhaber der Herrschaft Driesen, 1348 Vogt in der Neumark
- Carl von der Osten (Generalmajor) (1844–1905), württembergischer Generalmajor
- Carl Curt von der Osten (1672–1724), Landrat des Osten- und Blücherschen Kreises
- Carl Friedrich von der Osten (1795–1878), russischer Generalmajor
- Carl Henrik von der Osten († 1691), dänischer Generalquartiermeister[20]
- Casimir Gerhard von der Osten (1708–1773), Landrat des Kreises Neustettin
- Christian Friedrich von der Osten (1740–1819), preußischer Generalmajor
- Christian Georg von der Osten (1674–1735), dänischer General[21]
- Christoph Friedrich von der Osten (1714–1777), Landrat des Osten- und Blücherschen Kreises
- Dinnies von der Osten (~1414–1477), pommerscher Ritter und Heerführer
- Dorothea von der Osten (1896–1985), deutsche Fotografin
- Eduard von der Osten (1804–1887), preußischer General
- Emil von der Osten (1848–1905), deutscher Theaterschauspieler und Schriftsteller
- Eva von der Osten (1881–1936), deutsche Sängerin
- Ewald von der Osten (1445–1533), pommerscher Ritter, Landrat und Vogt
- Felix von der Osten (1852–1927), preußischer Generalleutnant
- Friedrich von der Osten (Offizier) (1740–1819), deutscher Offizier
- Friedrich von der Osten (Sänger) (1825–1881), deutscher Sänger (Tenor)
- Friedrich August Emil von der Osten (1781–1864), deutscher Jurist und Richter
- Friedrich Ludwig von der Osten (1741–1783), deutscher Jurist und Autor
- Friedrich Wilhelm von der Osten (Kammerherr) (1721–1786), deutscher Kammerherr, Genealoge und Sammler
- Friedrich Wilhelm von der Osten (Politiker) (1842–1928), deutscher Gutsbesitzer und Politiker
- George Julius Felix von der Osten (1745–1824), Landrat des Ostenschen Kreises
- Gerhard von der Osten (1834–1921), preußischer Generalleutnant
- Gert von der Osten (1910–1983), deutscher Kunsthistoriker, Museumsdirektor
- Gustav von der Osten (1866–1923), deutscher Historiker, Heimatforscher
- Gwendolin von der Osten (* 1971), Polizeipräsidentin der Polizeidirektion Göttingen
- Hans Henning von der Osten (1899–1960), deutscher Archäologe
- Hedwig von der Osten (1613–1676), Dichterin evangelischer geistlicher Lieder
- Heinrich von der Osten (1603–1659), pommerscher Landrat
- Henning von der Osten (1563–1626), pommerscher Landrat und Amtshauptmann
- Margarete Lucia von der Osten (1651–1726), Landrätin und Stifterin des Osten-Manteuffelschen Stipendiums
- Jakob Friedrich von der Osten (1717–1796), dänischer General
- Johan Vibe von der Osten (1708–1800), dänischer General[22]
- Johann Dietrich von der Osten (1709–1782), 1750–1762 Provisor und 1762–1768 Klosterhauptmann im Kloster Dobbertin, 1786 steckbrieflich gesucht, 1771–1773 Festungshaft Dömitz
- Julius von der Osten (1808–1878), pommerscher Rittergutsbesitzer und Politiker
- Julius Rudolf von der Osten (1801–1861), preußischer Landrat
- Kurt Moritz Lebrecht von der Osten (1815–1888), preußischer Landschaftsrat und Hauptmann
- Leonie von der Osten (1878–1963), zweite Ehefrau von August von Mackensen
- Leopold von der Osten (General) (1788–1853), preußischer Generalmajor
- Leopold von der Osten (Landrat) (1809–1887), deutscher Gutsbesitzer und Landrat
- Leopold von der Osten (Politiker) (1841–1916), deutscher Fideikommissherr und Politiker
- Ludwig von der Osten (Osten-Sacken; 1710–1756), russischer, dann preußischer Oberst, zuletzt sächsischer Generalmajor
- Matthias Conrad von der Osten (1691–1748), Geheimer Finanzrat und Chefpräsident der kurmärkischen Kriegs- und Domänenkammer zu Berlin[8]
- Oskar von der Osten (1862–1942), preußischer Landrat, Präsident des Abgeordnetenhauses
- Otto von der Osten (1772–1841), preußischer Generalmajor
- Otto Friedrich von der Osten (1748–1818), dänischer Generalmajor
- Peter Christoph von der Osten (1659–1730), dänischer Hofbeamter und Regierungspräsident[23]
- Rudolf von der Osten (1865–1943), preußischer Generalmajor
- Stoislaff von der Osten († 1665), Hofmeister des Herzogs von Schleswig-Holstein-Sonderburg
- Ulrich von der Osten (* 1965), deutscher Journalist und Fernsehmoderator
- Ulrike von der Osten (* 1962), deutsche Malerin
- Valentin Bodo von der Osten (1699–1757), preußischer Oberst der Artillerie
- Vali von der Osten (1882–1923), deutsche Sängerin
- Walther von der Osten (1863–1925), preußischer Generalleutnant
- Wedig von der Osten (1859–1923), preußischer Landschaftsrat und Politiker
- Wilhelm von der Osten (1824–1895), preußischer Generalleutnant

### Von der Osten-Sacken

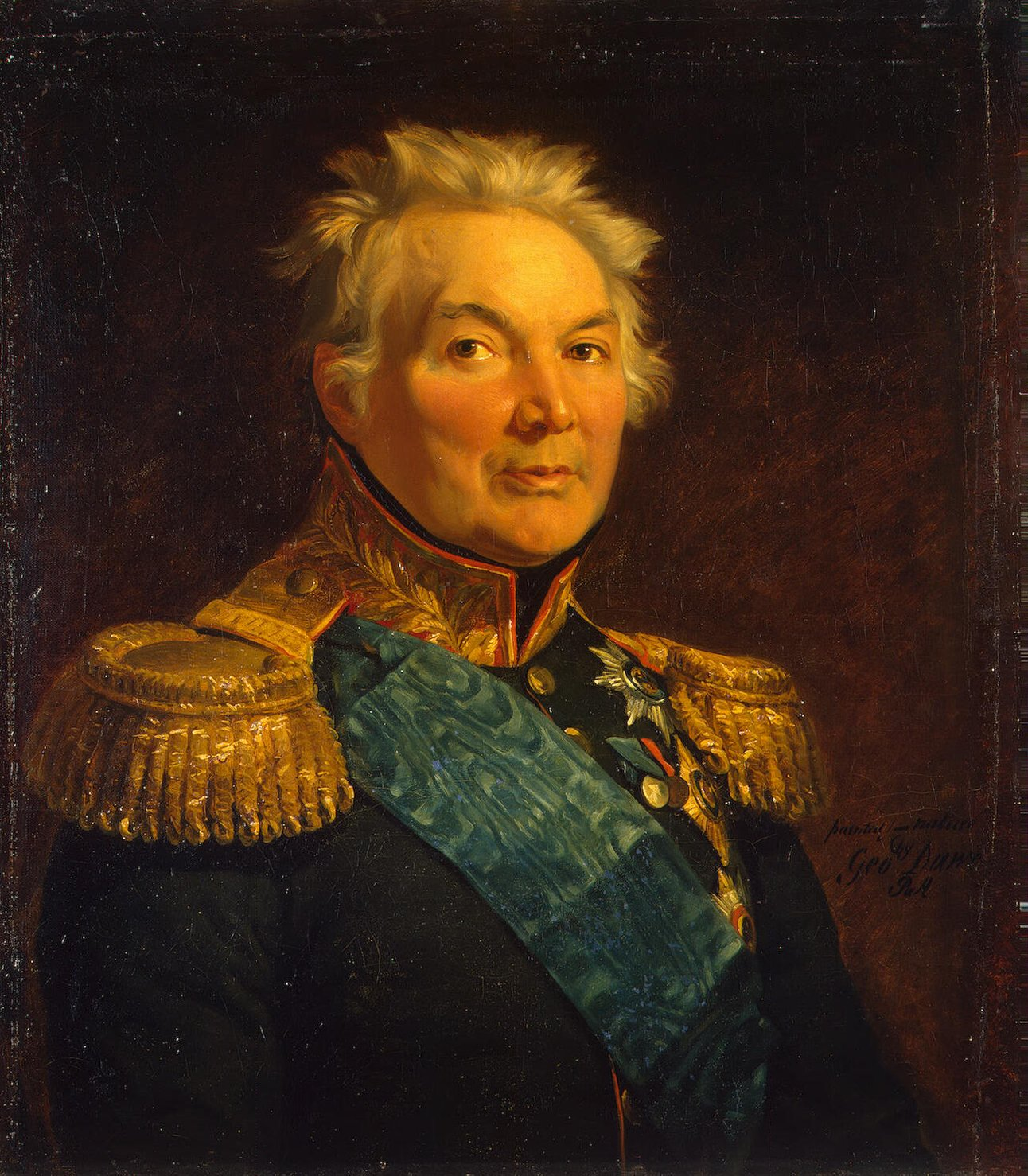
Fürst Fabian Gottlieb von der Osten-Sacken (1752–1837), russischer Feldmarschall

- Ewald von der Osten-Sacken (vor 1682–1718), kurländischer Kanzler, Oberrat und Landrat
- Christoph Friedrich von der Osten-Sacken (1697–1759), kurländischer Oberrat, Kanzler, Landhofmeister und Regent des Herzogtums Kurland und Semgallen
- Carl von der Osten-Sacken (1726–1794), kursächsischer Kabinettsminister und Diplomat
- Christiane Fürstin von der Osten-Sacken (1733–1811), frühkapitalistische Unternehmerin (sie galt zu ihrer Zeit als die reichste Frau Preußens)
- Christian Friedrich Wilhelm von der Osten (1741–1793), Landrat des Kreises Deutsch Krone
- Fabian Gottlieb von der Osten-Sacken (1752–1837), russischer Feldmarschall
- Wilhelm von der Osten-Sacken (1769–1846), preußischer Generalleutnant
- Stanislaus von der Osten-Sacken (1789–1863), russischer Generalmajor[24]
- Dmitri Jerofejewitsch Osten-Sacken (1790–1881), russischer General
- Reinhold Friedrich von der Osten-Sacken (1792–1864), russischer Ministerialbeamter
- Leo von der Osten-Sacken (1811–1895), preußischer Generalleutnant
- Werner von der Osten-Sacken (1821–1889), preußischer Generalleutnant
- Carl Robert Osten-Sacken (1828–1906), russischer Diplomat und Entomologe
- Nikolai von der Osten-Sacken (1831–1912), russischer Diplomat
- Arthur von der Osten-Sacken (1843–1912), deutsch-baltischer Gutsbesitzer und Politiker
- Paul Freiherr von der Osten-Sacken (1880–1934), deutscher Historiker und Archivar
- Maria von der Osten-Sacken (1901–1985), deutsche Schriftstellerin
- Peter von der Osten-Sacken (Astronom) (1909–2008), deutscher Astronom und Physiker
- Peter von der Osten-Sacken (Theologe) (1940–2022), deutscher evangelischer Theologe und Hochschullehrer
- Elisabeth von der Osten-Sacken (1957–2024), deutsche Vorderasiatische Archäologin[25]
- Thomas von der Osten-Sacken (* 1968), Journalist

## Weitere Literatur
- Horst Alsleben: Dobbertiner Klosterhauptmann steckbrieflich gesucht. Johann Dietrich von der Osten landete im 18. Jahrhundert wegen betrügerischen Konkurses in der Festung Dömitz. in: Mitteilungen des Vereins für mecklenburgische Familien- und Personengeschichte e. V., Heft 42 (2019), S. 18–21.
- Johann Samuel Ersch, Johann Gottfried Gruber (Hrsg.): Allgemeine Encyklopädie der Wissenschaften und Künste. Section III, Band 6, Brockhaus, Leipzig 1835, S. 463–468. (Volltext)
- Gerlinde Kraus: Christiane Fürstin von der Osten-Sacken. Franz Steiner Verlag, Stuttgart 2001, S. 43 ff. (Text-Vorschau)
- Johann Heinrich Zedler (Hrsg.): Großes vollständiges Universal-Lexicon aller Wissenschaften und Künste. Band 25: O. Halle und Leipzig 1740, Spalten 2205–2257 (Volltext.)